# Trilobyte
Trilobyte is een computerspelontwikkelaar opgericht in 1990 door Graeme Devine en Rob Landeros. Ze zijn bekend van The 7th Guest, een serie puzzelspellen waar de gek geworden spelfabrikant Henry Stauf de hoofdrol in speelt. Wegens gebrek aan geld en belangstelling werden alle projecten na Uncle Henry's Playhouse continu geschrapt.

## Ontwikkelde spellen
| Titel                   | Genre  | Platform        | Uitgebracht | Uitgever           |
| ----------------------- | ------ | --------------- | ----------- | ------------------ |
| The 7th Guest           | Puzzel | pc/Mac/CD-i/iOS | 01-04-1993  | Virgin Games Ltd.  |
| The 11th Hour           | Puzzel | pc/Mac/iOS      | 13-12-1995  | Virgin Interactive |
| Clandestiny             | Puzzel | pc/Mac/iOS      | 1996        | Virgin Interactive |
| Uncle Henry's Playhouse | Puzzel | pc/Mac          | 18-11-1996  | Virgin Interactive |

## Nooit uitgebracht
| Titel                            | Genre     | Platform | Aangekondigd | Opmerkingen |
| -------------------------------- | --------- | -------- | ------------ | --- |
| Dog Eat Dog                      | Simulatie | pc       | Onbekend     | Een politiek spel dat meer dan $800.000 dollar ontwikkelingskosten zou moeten kosten. Halverwege het project werd het gestopt. |
| The 7th Guest III                | Puzzel    | pc       | Onbekend     | Een nieuw spel dat zich wederom zou afspelen in het huis van Henry Stauf. Nadat er al meer dan $500,000 dollar in het project was gestopt, werden er enkele screenshots naar buiten gebracht. Hierna besloot Landeros het project te stoppen.                                                            |
| The 13th Soul                    | Puzzel    | pc       | Onbekend     | Een nieuw spel dat zich wederom zou afspelen in het huis van Henry Stauf. Enkele kamers waren al ontwikkeld, maar nadat Virgin Interactive in 2003 verkocht werd, werd het project gestopt. |
| The 7th Guest III (2de concept)  | Puzzel    | pc       | Onbekend     | Een nieuwe versie waarin de stad verlaten zou zijn en Tad (de jonge gast uit The 7th Guest) een opgegroeid is tot een schrijver. In het spel zou hij moeten afrekenen met zijn trauma's die heeft opgelopen door Henry Stauf's huis. Door het opdoeken van Trilobyte kwam dit project niet van de grond. |
| The 7th Guest III: The Collector | Puzzel    | pc       | 2004         | Een compleet nieuw spel in de 7th Guest-serie. Dit deel speelt zich af in een Duits museum waar Henry Stauf de directeur van geworden is. Dit spel is al afgemaakt, echter wegens gebrek aan geld en interesse van de uitgever Lunny Interactive staat het spel momenteel op de plank.                   |

## Heropstart
Enkele malen werd gepoogd Trilobyte en de 7th Guest-serie opnieuw van de grond te krijgen, maar elke keer werden de projecten stopgezet wegens gebrek aan geld en belangstelling. In december 2010 werd The 7th Guest echter geconverteerd en uitgebracht voor de iPad en de iPhone. Gelijk werd bekendgemaakt dat in de zomer van 2011 ook The 11th Hour en Clandestiny zouden uitkomen voor de iPad en iPhone.

## 13th Doll
Enkele fans waren het wachtten op een vervolg zat en besloten om zelf een vervolg te maken op het originele verhaal. Na goedkeuring van Trilobyte, vanwege de rechten die in hun bezit zijn, werd het spel 13th Doll ontwikkeld. Hierbij werd het originele huis opnieuw gebouwd in een nieuwe engine, nieuwe puzzels bedacht, en keerde de acteur Robert Hirschboeck, terug als Henry Stauf. Het spel werd op 31 oktober 2019 uitgegeven via Steam en GOG.com.